# Storfors (commune)
La commune de Storfors est une commune suédoise du comté de Värmland. Environ 4020  personnes y vivent. Son chef-lieu se situe à Storfors.

## Géographie
Storfors est l'une des municipalités les moins peuplées de Suède. La ville la plus proche est Karlstad, à environ 50 kilomètres à l'ouest.

## Histoire
La première collectivité locale nommée Storfors a été créée en 1950 lorsqu'un bourg (köping) de ce nom a été détaché de Kroppa. En 1967, Ullvättern a été fusionnée avec Storfors, pour former le territoire municipal actuel. 

## Localités principales
- Kyrksten
- Storfors